# Zelensis
Zelensis war eine belgische Automarke.

## Markengeschichte
Raoul Thiebaut hatte einige Zeit in den USA in der Kunststoffindustrie gearbeitet und sich dort Kenntnisse in der Bearbeitung von Kunststoffen angeeignet. Nach seiner Rückkehr in seine Heimat Belgien wohnte er in Zele in der Region Flandern. 1958 stellte er sein erstes Fahrzeug her. Er verwendete den Namen Zelensis, die lateinische Bezeichnung des Ortes Zele. 1960 präsentierte er eines seiner Fahrzeuge auf der Messe „Europlastica“ in Gent. 1962 endete die Produktion. Etwa 20 Fahrzeuge sollen entstanden sein. Wahrscheinlich hatte das geringe Eigenkapital eine größere Produktionszahl verhindert. Eine andere Quelle nennt rund 50 Fahrzeuge. Eine weitere Quelle schreibt von etwa 25 Fahrzeugen und etwa 25 weiteren Karosserien.

## Fahrzeuge
Thiebaut verwendete Fahrgestelle vom VW Käfer. Darauf setzte er selbst entworfene sportliche zweisitzige Karosserien aus Kunststoff. Thiebaut gehörte zu den belgischen Pionieren der Kunststoffkarosserien.
Außer diesen sportlichen Zweisitzern sollen aber auch andere Zwei- und Viersitzer aus Fiberglas entstanden sein.
Ein Sammler aus Deutschland kaufte 1999 ein erhaltenes Fahrzeug und restaurierte es bis 2003.